# Alan Leo
Alan Leo (Westminster, 7 agosto 1860 – Bude, 30 agosto 1917) è stato un astrologo e teosofo britannico.
È considerato da molti il padre della astrologia moderna.
Pseudonimo di William Frederick Allan, prese come pseudonimo il nome del suo segno zodiacale e dell'Ascendente, e fondò nel 1915 la Loggia Astrologica della Società Teosofica.

## Tecnica e influenza astrologica
Leo si scoraggiò presto nei suoi studi a causa della complessità di gran parte dell'astrologia e di quanto fosse inaccessibile allo studente medio. Per questo motivo si è proposto di semplificare drasticamente l'astrologia, per facilitarne la diffusione, l'apprendimento e la pratica. Un esempio di questa semplificazione è il suo insegnamento secondo cui i significati di certi segni, case e pianeti sono essenzialmente simili e intercambiabili, quasi al punto di essere la stessa cosa o di avere lo stesso significato.
Iniziò anche l'evoluzione verso un'astrologia più psicologica, poiché fu il primo astrologo a focalizzare la sua attenzione più direttamente sull'interpretazione del carattere piuttosto che sulla previsione degli eventi.
Verso la fine della sua vita, nel 1909, viaggiò con la moglie in India, dove studiò per un breve periodo l'astrologia indù. Due anni dopo, nel 1911, tornò in India per la seconda volta. In seguito ai suoi studi in India, tentò in seguito di incorporare aspetti dell'astrologia indù nel modello astrologico occidentale da lui creato e, sebbene la sintesi delle due tradizioni non si adattasse mai completamente all'Occidente, vi sono alcune tecniche specifiche che furono ampiamente adottate dagli astrologi successivi, come i decani e il dwadashamsha, quest'ultimo meno comunemente utilizzato.
I decanati consistono nel dividere ogni segno in tre parti di 10º ciascuna, in modo tale che in ogni segno ci siano tre decanati, ai quali viene attribuita la reggenza dei pianeti dei segni della stessa triplicità. I Dwadashamsha, invece, sono divisioni tra 12 (2 gradi e 30 minuti ciascuna) di un segno.

## Riconoscimenti
Alan Leo è considerato uno degli astrologi più importanti del XX secolo, perché il suo lavoro sembra aver avuto l'effetto di stimolare la rinascita dell'astrologia in Occidente dopo il suo generale declino nel XVII secolo. Leo era un fervente teosofo e integrò molti concetti religiosi, come il Karma e la reincarnazione, nell'astrologia. Utilizzò i suoi contatti regolari con la Società Teosofica Internazionale per pubblicare, tradurre e diffondere le sue opere in Europa e America. Fu in questi paesi che l'astrologia cominciò a rifiorire.